# Bocce ai XVII Giochi del Mediterraneo - Pétanque doppio maschile
Le competizioni di bocce nella categoria pétanque doppio maschile si sono tenute fra il 25 e il 27 giugno 2013 alla Bocce Tesisi di Mersin.

## Risultati
Le 10 coppie partecipanti vengono incluse in due gruppi da 5 coppie ciascuno. Le prime due di ciascun gruppo disputano le semifinali.

### Fase a eliminazione diretta
|  | Semifinali | Semifinali | Semifinali |        |         | Finale          | Finale          | Finale          |  |
|  |            |            |            |        |         |                 |                 |                 |  |
|  | Tunisia    | Tunisia    | 13         |        |         |                 |                 |                 |  |
|  | Tunisia    | Tunisia    | 13         |        |         |                 |                 |                 |  |
|  | Francia    | Francia    | 11         |        |         |                 |                 |                 |  |
|  | Francia    | Francia    | 11         |        | Tunisia | Tunisia         | 7               |                 |  |
|  |            |            |            |        | Tunisia | Tunisia         | 7               |                 |  |
|  |            |            | Italia     | Italia | 13      |                 |                 |                 |  |
|  | Marocco    | Marocco    | Italia     | Italia | 13      | 5               |                 |                 |  |
|  | Marocco    | Marocco    |            |        |         | 5               |                 |                 |  |
|  | Italia     | Italia     | 13         |        |         | Finale 3º posto | Finale 3º posto | Finale 3º posto |  |
|  | Italia     | Italia     | 13         |        |         |                 |                 |                 |  |
|  |            |            |            |        |         |                 |                 |                 |  |
|  |            |            |            |        |         | Marocco         | Marocco         | 7               |  |
|  |            |            |            |        |         | Marocco         | Marocco         | 7               |  |
|  |            |            |            |        |         | Francia         | Francia         | 13              |  |